# Szulák keserűfű
A szulák keserűfű (Fallopia convolvulus) a keserűfűfélék családjába tartozó, az egész világon elterjedt, szántóföldi és kerti gyomnövény.

## Megjelenése
A szulák keserűfű 100-250 cm-esre megnövő, lágyszárú, egyéves kúszónövény. Sziklevelei erősek, szélességüknél háromszor hosszabbak, a levelek alsó és felső fele nem egyforma. Gyökere vékony, mélyre hatoló, dúsan elágazó orsógyökér. Szára vékony, csavarodó; megfelelő támasztékon 1-1,5 méteresre is megnő, a talajon maradva elágazó. Váltakozó elhelyezkedésű, 2-6 cm hosszú levelei háromszögletes szív alakúak, hosszú nyelűek, kezdetben lefelé mutató zsák formájúak. A levél fonákja és a szár gyakran vöröses árnyalatú. 
Júliustól szeptemberig virágzik. Jellegtelen, 0,5 mm-es, zöldesfehér vagy zöldesrózsaszín virágai vagy kettesével nőnek ki a levelek hónaljából, vagy 2-6 tagból álló laza álfüzért alkotnak. 
Termése 3-4 mm-es, ormós hátú, három belső lepellevéllel takart, finoman ráncos, háromszögletű, fekete makk. 
Kromoszómaszáma 2n=40. 

## Elterjedése és termőhelye
Eurázsiában őshonos, de az Antarktisz kivételével mára valamennyi kontinensen elterjedt. Magyarországon gyakori.
Szántóföldeken, kertekben gyakori gyomnövény, de előfordul bozótosokban, útszéleken, parlagokon is. Csaknem mindenféle talajon megél; mély, akár 80 cm-re hatoló gyökérrendszere miatt a szárazságra nem érzékeny. Kedveli a savanyú talajt. Inkább fényigényes. A mezőgazdasági kultúrák közül a tavaszi búzában, répafélékben, tavaszi repcében, kukoricában, hüvelyesekben, burgonyafélékben közönséges. Egy növény 100-100 magot is hozhat. A magok a talajban akár 20 évig életképesek maradnak.

## Jelentősége
Gyomnövényként jelentős károkat okozhat a kultúrnövények elnyomásával, illetve indái a betakarítógépek mozgó részei köré csavarodva megállíthatják azokat. Hajtásai és termése rutin glikozidot és rhamno-emodin antrakinon glikozidot tartalmaznak, amelyek főleg a legelő juhok esetében gyomor- és bélgyulladást okoznak.  

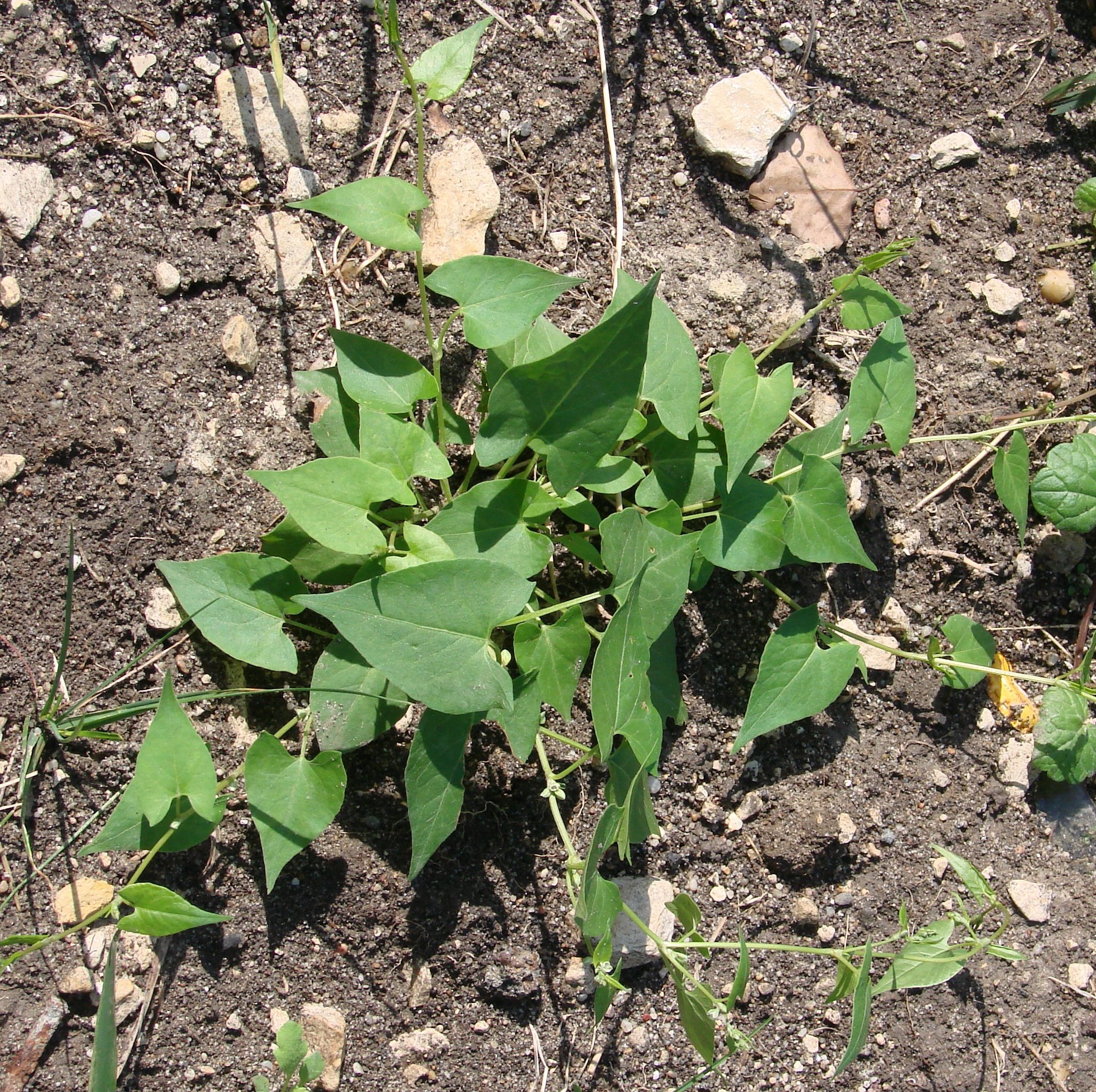
Habitusa
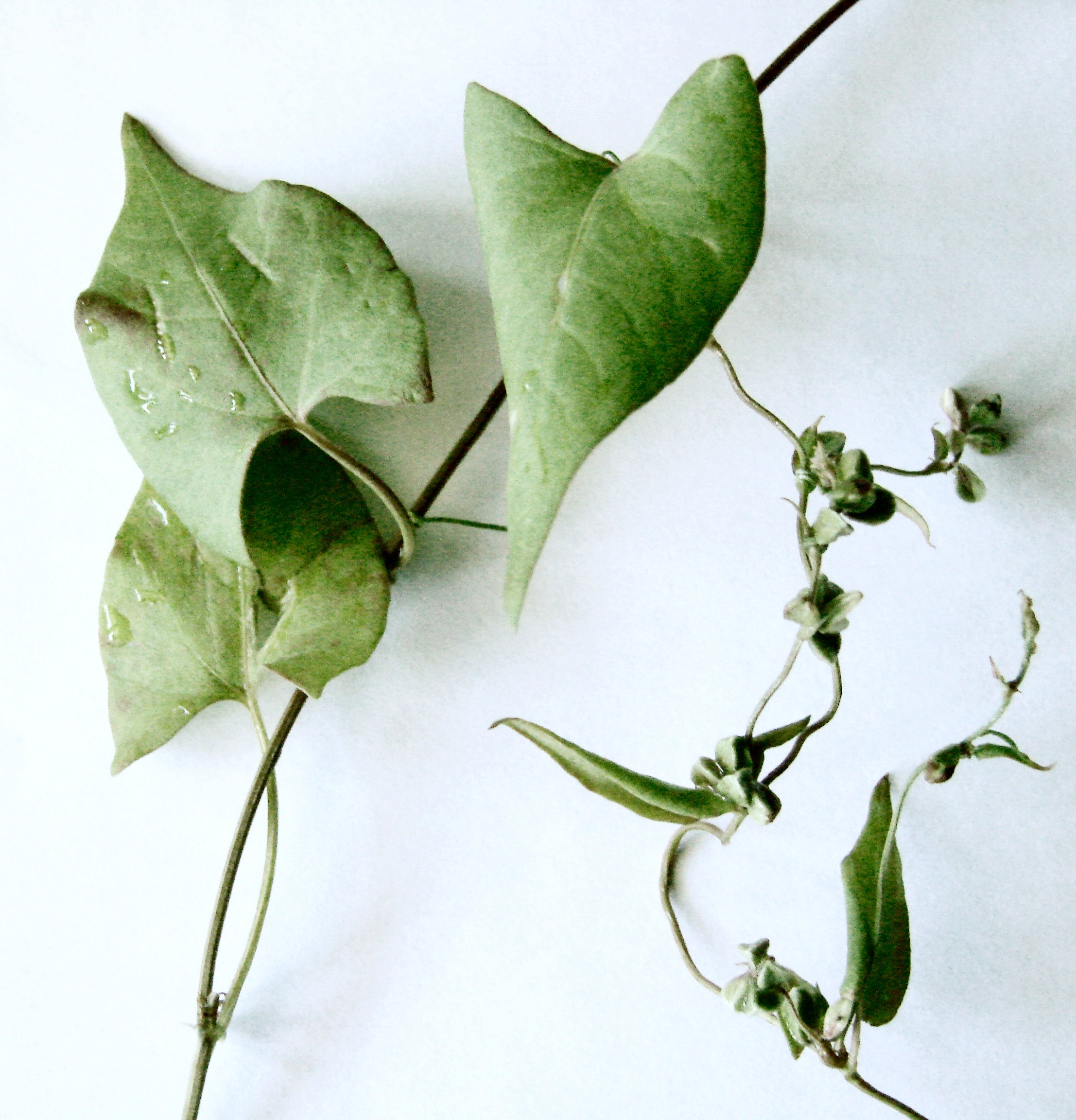
Levelei és indái
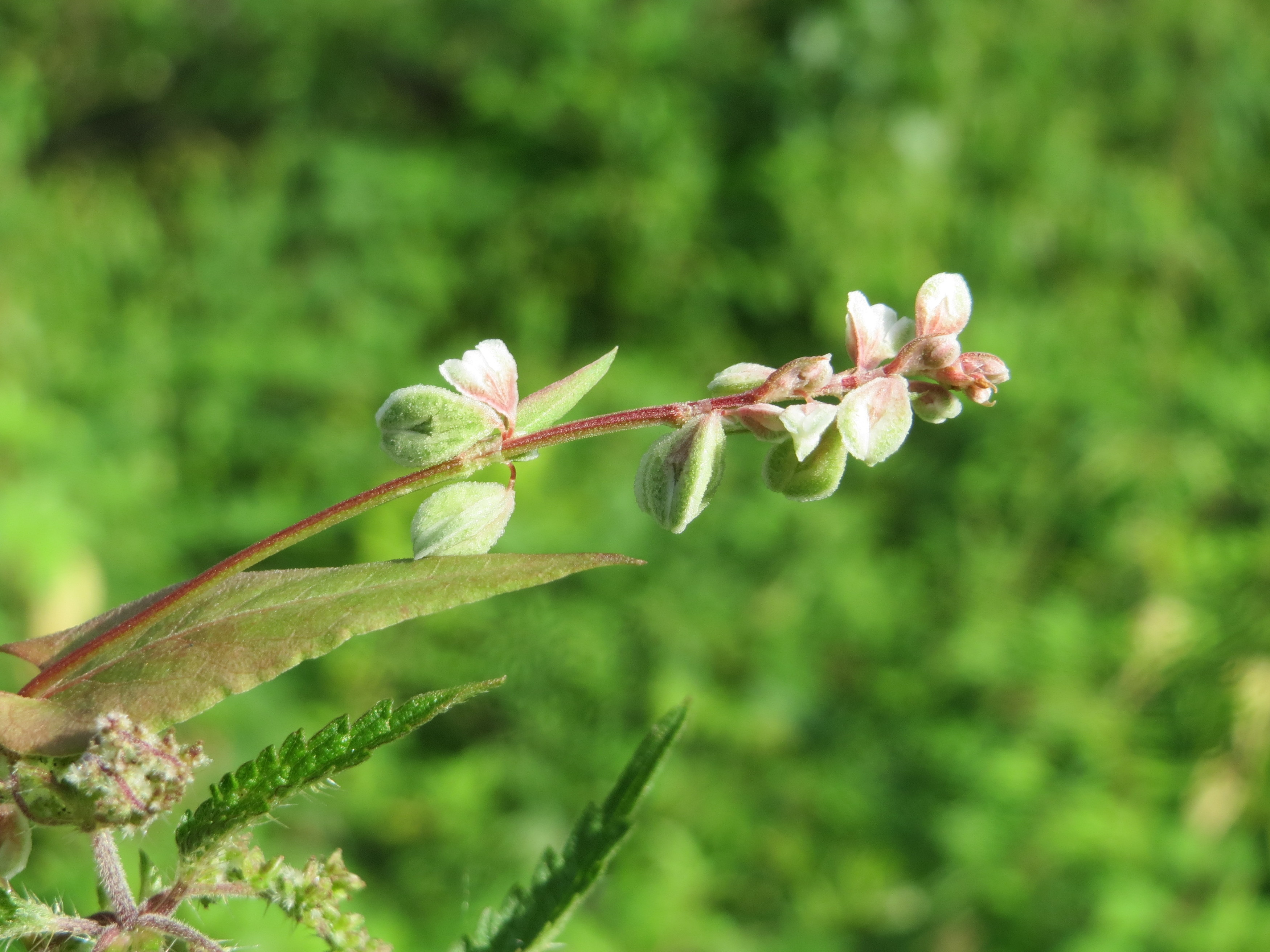
Virágzata
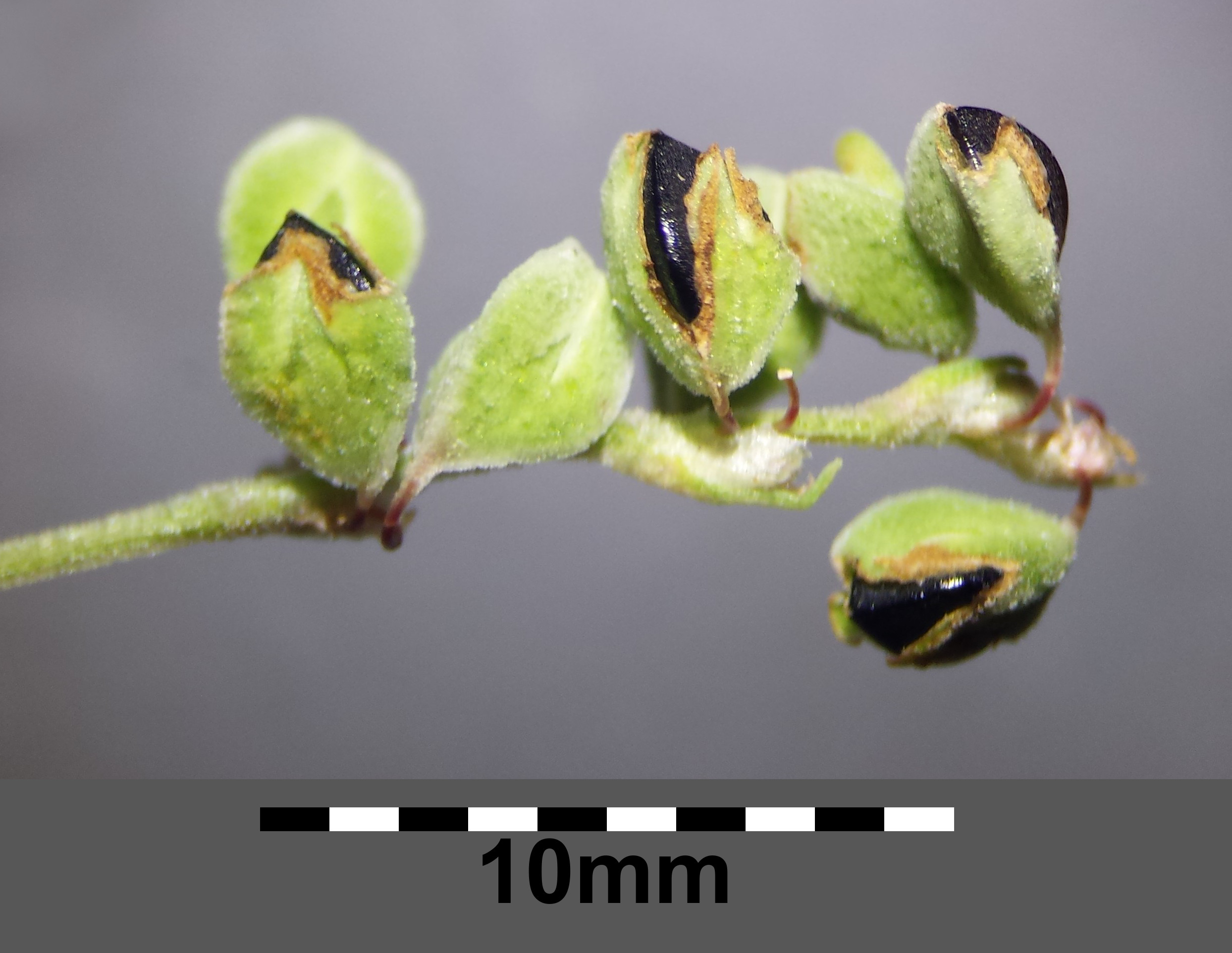
Termései
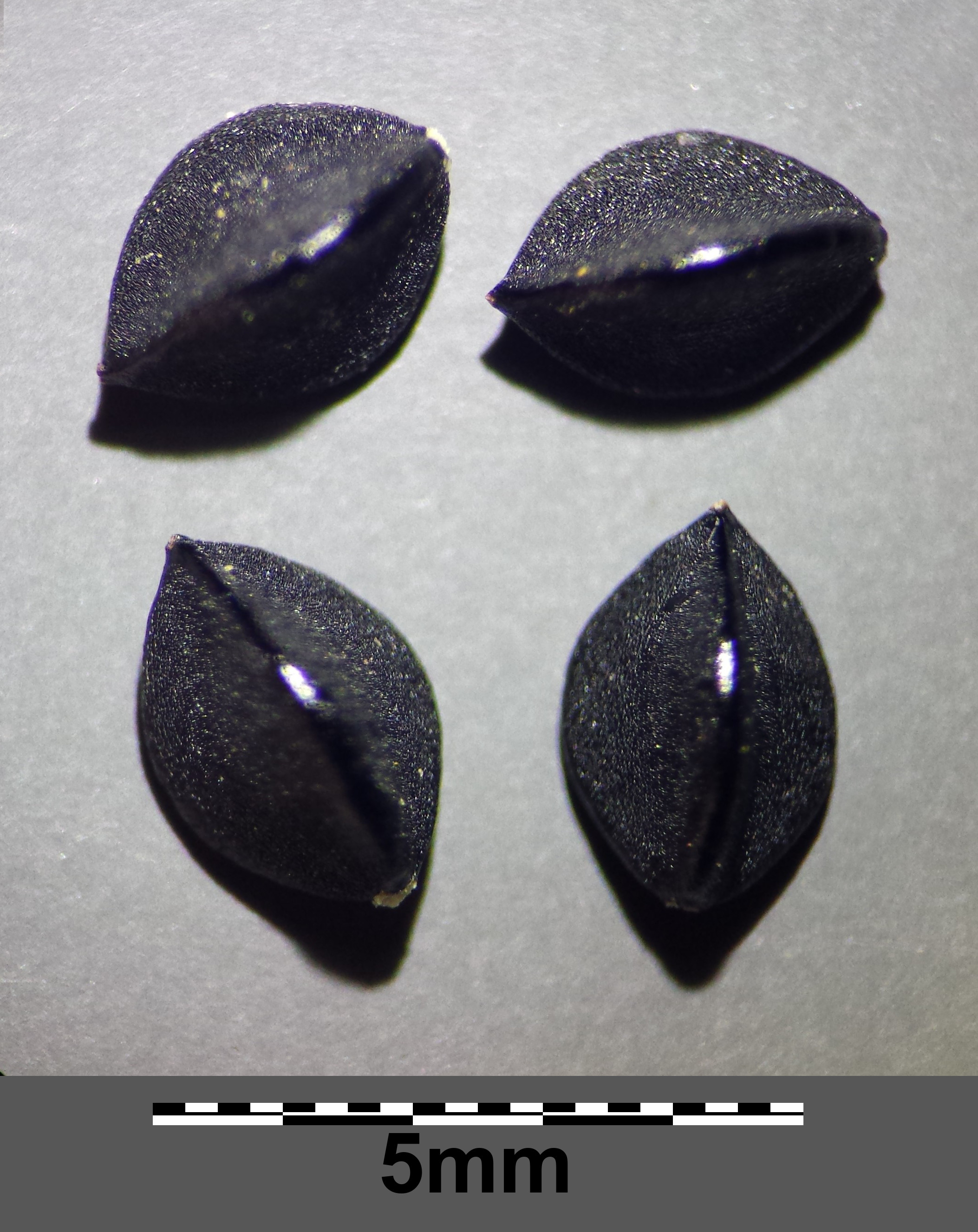
Magvai
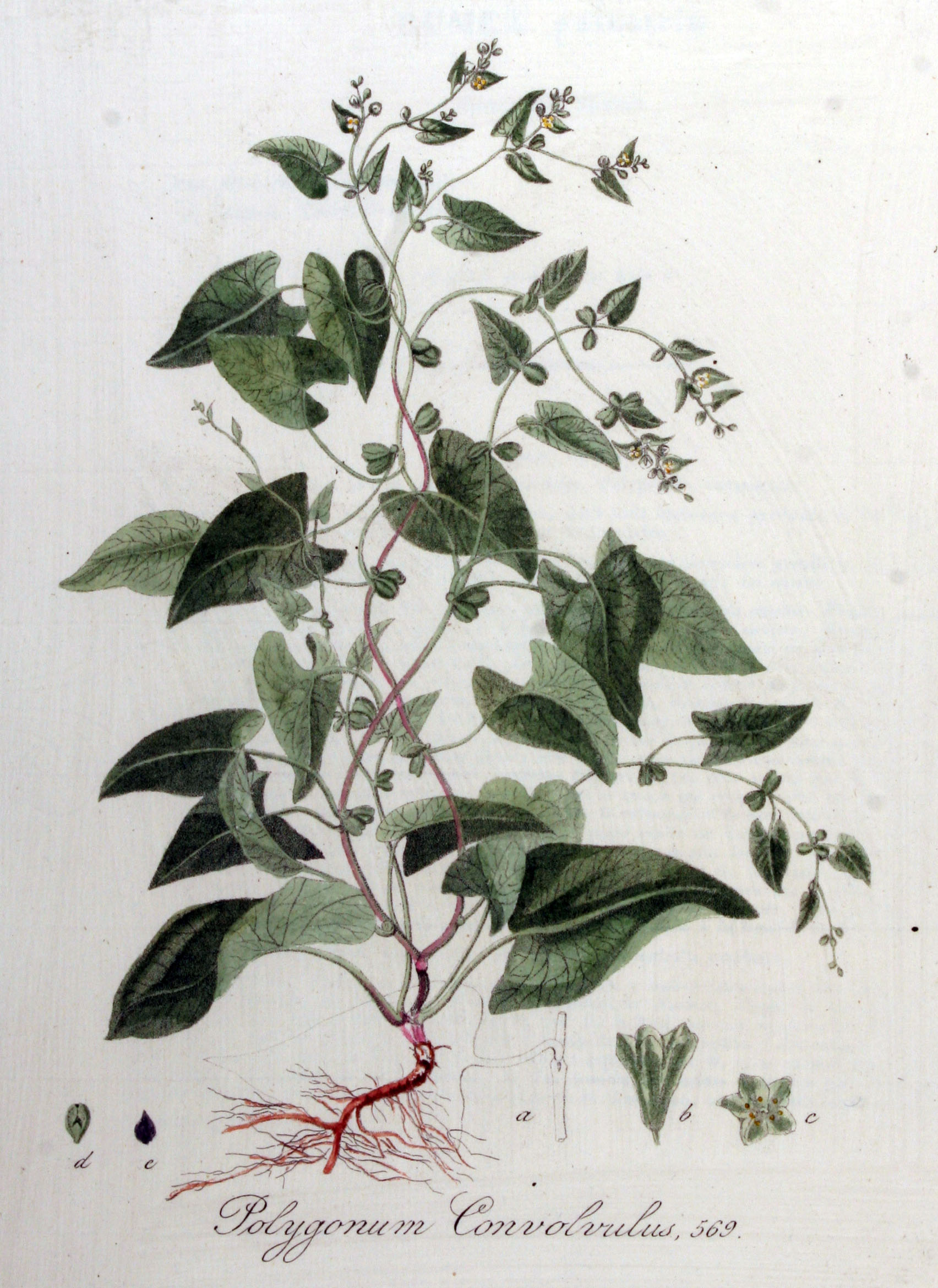
Ábrázolása egy holland botanikakönyvben (1844)